# Анка Георгієва
Ані "Анка" Єфтимова-Георгієва (болг. Ани "Анка" Ефтимова-Георгиева; нар. 24 листопада 1959, Варна) — болгарська спортсменка, рульова в академічному веслуванні, бронзова призерка Олімпійських ігор 1980 з академічного веслування в четвірці парній з рульовим, чемпіонка світу.

## Спортивна кар'єра
На чемпіонаті світу 1978 року в Карапіро Анка Георгієва у складі команди стала чемпіонкою в змаганнях четвірок парних з рульовою. 
На Олімпійських іграх 1980, за відсутності на Олімпіаді через бойкот ряду команд західних та ісламських країн, Георгієва у складі четвірки парної з рульовою у фінальному заїзді прийшла до фінішу третьою, завоювавши разом з подругами Мар'яною Сербезовою, Долорес Наковою, Румеляною Бончевою та Анкою Баковою бронзову нагороду.
Після Московської Олімпіади Анка Георгієва продовжувала виступати на національних та міжнародних змаганнях, але призових місць не займала.